# Richard Vernon
Richard Vernon, född 7 mars 1925 i Reading, Berkshire, död 4 december 1997 i London, var en brittisk skådespelare. Vernon fick sin skådespelarutbildning vid Central School of Speech and Drama.
Richard Vernon var en elegant skådespelare av "den gamla skolan". Bland de filmer han medverkat i kan nämnas Heja Frankrike! (1964), Goldfinger (1964), Rosa Pantern slår till igen (1976), Mord på ljusa dagen (1982) och Gandhi (1982). Han var även med i flera TV-serier, såsom The Duchess of Duke Street (1976-1977), Waters of the Moon (1983) och Roll over Beethoven (1985).